# Dirty Diamonds
Albums de Alice Cooper
The Eyes of Alice Cooper
(2003) Along Came a Spider
(2008)
Dirty Diamonds est le 24e album studio d'Alice Cooper et le 17e en solo sorti en 2005. L'album sort le 4 juillet 2005 en Europe et le 2 août 2005 aux États-Unis.

## Composition du groupe
- Alice Cooper - chants, harmonica
- Ryan Roxie - guitare, chœurs
- Damon Johnson - guitare, chœurs, basse sur Perfect
- Chuck Garric - basse, guitare sur "Dirty Diamonds"
- Tommy Clufetos - batterie, chœurs

### Note
- Bien que remplacé par Tommy Clufetos sur cet album, Eric Singer, le batteur de l'album précédent, figure sur les photos du groupe dans le livret qui accompagne le CD.

## Musiciens additionnels
- Lenny Castro - tambourine (1, 2, 3, 6, 11); percussions (12)
- Steve Lindsey - orgue (1, 6, 9, 11), piano (10, 12)
- Rick Boston - guitares (4, 5, 8, 10)
- Mark Hollingsworth - saxophone & flûte (4); saxophone (3)
- Chris Tedesco - trompette (4)
- Steve Lindsey - guitares, Moog (4)
- Rick Boston - guitares (4)
- Peggi Blu, Edna Wright - chœurs (4)
- John Robinson - batterie (8, 13)
- Lyle Workman - guitare (13)
- Jim Cox - claviers (7)
- Xzibit - chants sur Stand (rap)

## Liste des titres
| No  | Titre                          | Auteur                                                             | Durée |
| --- | ------------------------------ | ------------------------------------------------------------------ | ----- |
| 1.  | Woman of Mass Distraction      | Alice Cooper, Ryan Roxie, Damon Johnson, Chuck Garric, Rick Boston | 3:59  |
| 2.  | Perfect                        | Alice Cooper, Ryan Roxie, Damon Johnson                            | 3:30  |
| 3.  | You Make Me Wanna              | Alice Cooper, Ryan Roxie, Chuck Garric, Rick Boston                | 3:53  |
| 4.  | Dirty Diamonds                 | Alice Cooper, Damon Johnson, Chuck Garric, Rick Boston             | 4:02  |
| 5.  | The Saga of Jesse Jane         | Alice Cooper, Ryan Roxie                                           | 4:15  |
| 6.  | Sunset Babies (All Got Rabies) | Alice Cooper, Ryan Roxie, Damond Johnson                           | 3:28  |
| 7.  | Pretty Ballerina               | Michael Brown                                                      | 3:28  |
| 8.  | Run Down the Devil             | Alice Cooper, Mark Hudson, Mike Elizondo, Benji Hughes             | 3:29  |
| 9.  | Steal That Car                 | Alice Cooper, Ryan Roxie, Damond Johnson, Chuck Garric             | 3:16  |
| 10. | Six Hours                      | Alice Cooper, Ryan Roxie                                           | 3:24  |
| 11. | Your Own Worst Enemy           | Alice Cooper, Ryan Roxie                                           | 2:15  |
| 12. | Zombie Dance                   | Alice Cooper, Ryan Roxie, Rick Boston                              | 4:27  |
| 13. | Stand (bonus)                  | Alice Cooper, Rick Boston, Bridget Benenate, Xzibit                | 4:04  |
| 14. | The Sharpest Pain (bonus)      | Alice Cooper, Ryan Roxie                                           | 3:59  |